# Herman Hallberg
Herman Hallberg, född 22 maj 1997, är en svensk fotbollsspelare som spelar för Oskarshamns AIK.

## Karriär
Hallberg inledde sitt fotbollsspelande i den lokala klubben Möre BK men tog redan 2009, fortfarande som ung junior, klivet till Kalmar FF. Hösten 2014 fanns Hallberg för första gången med i en allsvensk trupp; detta till Kalmar FF:s bortamöte med IFK Norrköping. Den allsvenska debuten kom dock att dröja två säsonger.
Efter att ha signerat ett seniorkontrakt med Kalmar FF på våren 2016 fick Hallberg bara dagar senare debutera i Allsvenskan. Den första matchen blev ett inhopp mot IFK Norrköping den 6 april och senare under säsongen, i mötet med Djurgårdens IF, fick Hallberg för första gången chansen från start.
I februari 2020 värvades Hallberg av Trelleborgs FF, där han skrev på ett treårskontrakt. Hallberg missade hela säsongen 2021 med skadebekymmer. I december 2022 förlängde han sitt kontrakt med två år.
I mars 2025 skrev Hallberg på för Oskarshamns AIK.

## Familj
Herman Hallberg är lillebror till Melker Hallberg och storebror till Ossian Hallberg, Melker kom även fram via Kalmar FF och tog sig till det svenska landslaget.